# Катайське міське поселення
Ката́йське міське поселення (рос. Катайское городское поселение) — міське поселення у складі Катайського району Курганської області Росії.
Адміністративний центр та єдиний населений пункт — місто Катайськ.
Населення міського поселення становить 12585 осіб (2017; 14003 у 2010, 15836 у 2002).